# Levelezőprogram

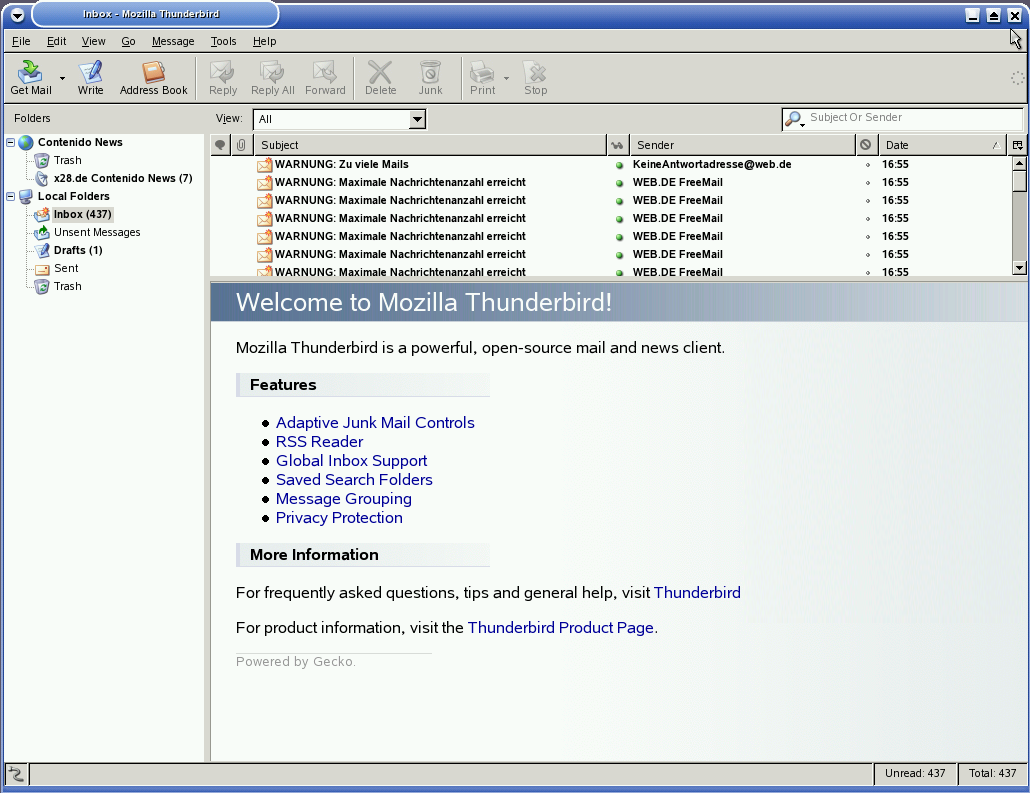
Mozilla Thunderbird e-mail kliens

A levelezőprogram (vagy levelezőkliens) olyan szoftver, amely segítségével felhasználója hozzáférhet elektronikus leveleihez és kezelheti azokat. A webalapú levelezőkliensek elterjedt elnevezése a webmail.

## Típusok

### Telepített alkalmazás
A saját eszközre (PC, notebook, PDA, mobiltelefon stb.) telepített levelezőprogram olyan alkalmazás, amely a leveleket helyileg, a saját eszközön tárolja. Ennek angol nyelvű rövidítése gyakran MUA (Mail User Agent).
Számos webböngészőhöz tartozik levelezőprogram. A Mozilla termékcsalád levelezőprogramja a Mozilla Thunderbird. Az Operában beépített e-mail klienst tartalmazott, melyet különálló programként Opera Mail lehetett elérni.
A saját eszközre telepített e-mail kliens akkor is használható, ha épp nincs internetes kapcsolat, de a levelek küldéséhez és fogadásához élő internetkapcsolat szükséges.

### Webmail
A böngészőben futó levelezőkliens használatakor a helyi számítógépen csak a böngésző van telepítve, a levelezést egy weblap meglátogatásával végzi a felhasználó. A tárolást, a küldést, fogadást, tehát a levelek menedzseléséhez szükséges műveleteket a weblapot kiszolgáló  szerver illetve a szerver-oldali alkalmazások valósítják meg. Ismertebb webmail kliensek közé sorolható az Outlook, a Gmail,  az AOL és a Yahoo!. Magyarországon korábban népszerű szolgáltatók voltak a Freemail, Indamail és a Citromail, azonban a Google és Microsoft szolgáltatásainak térnyerésével ezek elvesztették hazai piacvezető szerepüket.